# Wiktor Iwanowitsch Schestakow
Wiktor Iwanowitsch Schestakow (russisch Виктор Иванович Шестаков; * 2. Oktoberjul. / 15. Oktober 1907greg. in Moskau; † 3. Mai 1987 ebenda) war ein sowjetischer Mathematiker, Informatiker und Hochschullehrer.

## Leben
Schestakow studierte an der Universität Moskau (MGU) mit Abschluss 1934 und blieb dann dort sein Leben lang. Er lehrte und wurde schließlich zum Professor ernannt.
Nach dem Zeugnis Sofja Janowskajas, Modest Haase-Rapoports, Roland Dobruschins, Oleg Lupanows, Juri Gastews, Wladimir Uspenskis u. a. entwickelte Schestakow 1934–1935 eine Relais-Schaltnetz-Schaltalgebra-Theorie vor Claude Shannons Master-Arbeit A Symbolic Analysis of Relay and Switching Circuits 1937. Schestakow veröffentlichte seine Theorie erst 1941, nachdem er  1938 seine Kandidat- und Magister-Dissertationen mit Erfolg verteidigt hatte.
Schestakows Verdienst war die logische Modellierung komplexer elektrischer Anlagen und Netze. Sein Forschungsschwerpunkt waren die mathematischen Grundlagen von Kontrollsystemen. Die elektrischen zweipoligen und später vierpoligen Schaltelemente seiner Modelle enthielten Widerstände, Kondensatoren und Spulen, so dass beliebige positive reelle Zahlenwerte eingestellt werden konnten. Schestakow gilt als Pionier der Anwendung der Booleschen Algebra auf die Elektrotechnik in vielen technischen Bereichen. Er verglich in origineller Weise unterschiedliche logische Systeme und schuf eine Grundlage für die Funktionsweise von Computern.
Nach dem Deutsch-Sowjetischen Krieg arbeitete Schestakow im 1948 gegründeten Moskauer Institut für Feinmechanik und Rechnertechnik der Akademie der Wissenschaften der UdSSR (ab 1991 Russische Akademie der Wissenschaften). Mit Lasar Ljusternik, Alexander Abramow und Michail Schura-Bura verfasste er 1952 das erste sowjetische Lehrbuch der Computerprogrammierung.